# سونغ جونغ-هيون
سونغ جونغ-هيون (هانغل: 성종현) هو لاعب كرة قدم كوري جنوبي في مركز الدفاع، ولد في 2 أبريل 1979 في كوريا الجنوبية. لعب مع جونبك هيونداي موتورز.

## وصلات خارجية
- سونغ جونغ-هيون على موقع دوري كوريا الجنوبية (الإنجليزية)
- سونغ جونغ-هيون على موقع قاعدة بيانات كرة القدم.إي يو (الإنجليزية)